# Признаки подобия треугольников
Подобные треугольники в евклидовой геометрии — треугольники, углы у которых соответственно равны, а стороны соответственно пропорциональны. Являются подобными фигурами.
В данной статье рассматриваются свойства подобных треугольников в евклидовой геометрии. Некоторые утверждения являются неверными для неевклидовых геометрий.

## Признаки подобия треугольников
Признаки подобия треугольников — геометрические признаки, позволяющие установить, что два треугольника являются подобными без использования всех элементов определения.

### Первый признак
| Если два угла одного треугольника соответственно равны двум углам другого треугольника, то треугольники подобны. |

то есть: {\displaystyle \triangle ABC\sim \triangle A_{1}B_{1}C_{1}\Leftrightarrow \angle A=\angle A_{1},\ \angle B=\angle B_{1}.}
Дано: {\displaystyle \triangle ABC} и {\displaystyle \triangle A_{1}B_{1}C_{1},\ \angle A=\angle A_{1},\ \angle B=\angle B_{1}.}
Доказать: {\displaystyle \triangle ABC\sim \triangle A_{1}B_{1}C_{1}.}
Из теоремы о сумме углов треугольника можно получить, что все углы треугольников равны. Расположим их так, чтобы угол {\displaystyle \angle BAC} наложился с углом {\displaystyle \angle B_{1}A_{1}C_{1}}. Из обобщенной теоремы Фалеса (ее можно доказать без подобия, смотрите например учебник по геометрии 7-9 Шарыгина или Погорелова) {\displaystyle AC/A_{1}C_{1}=BC/B_{1}C_{1}}. Аналогично можно доказать, что равны отношения и других соответственных сторон, значит треугольники подобны по определению, ч.т.д.

#### Следствия первого признака подобия
- Если три стороны исходного треугольника попарно параллельны (дважды антипараллельны или перпендикулярны) трём сторонам другого треугольника, то указанные два треугольника подобны. Примеры применения этого следствия см. ниже в разделах: «Примеры подобных треугольников» и «Свойства параллельности (антипараллельности) сторон родственных треугольников».
- Под дважды антипараллельными сторонами понимается следующее. Например, стороны данного остроугольного треугольника антипараллельны соответствующим сторонам ортотреугольника, против которых они лежат. В таком случае соответствующие стороны ортотреугольника ортотреугольника (дважды ортотреугольника) дважды антипараллельны соответствующим сторонам исходного треугольника, то есть просто параллельны. Следовательно, подобны, например, ортотреугольник ортотреугольника и исходный треугольник как треугольники с параллельными сторонами.

### Второй признак
| Если две стороны одного треугольника пропорциональны двум сторонам другого треугольника и углы, заключённые между этими сторонами, равны, то такие треугольники подобны. |

Дано: {\displaystyle \triangle ABC} и {\displaystyle \triangle A_{1}B_{1}C_{1},\ \angle A=\angle A_{1},\ {\frac {AB}{A_{1}B_{1}}}={\frac {AC}{A_{1}C_{1}}}.}
Доказать: {\displaystyle \triangle ABC\sim \triangle A_{1}B_{1}C_{1}.}
1) Рассмотрим {\displaystyle \triangle ABC_{2},} в котором {\displaystyle \angle BAC_{2}=\angle A_{1}} и {\displaystyle \angle ABC_{2}=\angle B_{1}:}
{\displaystyle \triangle ABC_{2}\sim \triangle A_{1}B_{1}C_{1}}
{\displaystyle \Rightarrow {\frac {AB}{A_{1}B_{1}}}={\frac {AC_{2}}{A_{1}C_{1}}},}
(первый признак). 
2) По условию:
{\displaystyle {\frac {AB}{A_{1}B_{1}}}={\frac {AC}{A_{1}C_{1}}}\Rightarrow AC=AC_{2}\Rightarrow \triangle ABC=\triangle ABC_{2},}
(первый признак).
{\displaystyle \Rightarrow \angle B=\angle ABC_{2}\Rightarrow \triangle ABC\sim \triangle A_{1}B_{1}C_{1},}
(первый признак).

### Третий признак
| Если три стороны одного треугольника соответственно пропорциональны трём сторонам другого, то такие треугольники подобны. |

Дано: {\displaystyle \triangle ABC} и {\displaystyle \triangle A_{1}B_{1}C_{1},{\frac {AB}{A_{1}B_{1}}}} = {\displaystyle {\frac {AC}{A_{1}C_{1}}}} = {\displaystyle {\frac {BC}{B_{1}C_{1}}}}.
Доказать: {\displaystyle \triangle ABC\sim \triangle A_{1}B_{1}C_{1}.}
1) Рассмотрим {\displaystyle \triangle ABC_{2}}, в котором {\displaystyle \angle BAC_{2}=\angle A_{1}} и {\displaystyle \angle ABC_{2}=\angle B_{1}:}
2) По условию:

### Признаки подобияпрямоугольных треугольников
1. По острому углу — см. первый признак;
2. По двум пропорциональным катетам — см. второй признак;
3. По пропорциональному катету и гипотенузе — см. третий признак.

## Свойстваподобных треугольников
- Отношение площадей подобных треугольников равно квадрату коэффициента подобия
- Отношение периметров и длин биссектрис, медиан, высот и серединных перпендикуляров равно коэффициенту подобия.

## Примеры подобных треугольников
Подобны следующие виды треугольников:
- Дополнительный треугольник и антидополнительный треугольник подобны; соответственные их стороны параллельны.
- Треугольник ABC подобен своему дополнительному треугольнику; соответственные их стороны параллельны и относятся как 2:1.
- Треугольник ABC подобен своему антидополнительному треугольнику; соответственные их стороны параллельны и относятся как 1:2.
- Исходный треугольник {\displaystyle \Delta ABC} по отношению к ортотреугольнику является треугольником трёх внешних биссектрис[1].
- Ортотреугольник и тангенциальный треугольник подобны (Зетель, следствие 1, § 66, с. 81).
- Ортотреугольник ортотреугольника и исходный треугольник подобны.
- Треугольник трёх внешних биссектрис треугольника трех внешних биссектрис и исходный треугольник подобны.
- Пусть точки касания вписанной в данный треугольник окружности соединены отрезками, тогда получится треугольник Жергонна, и в полученном треугольнике проведены высоты. В этом случае прямые, соединяющие основания этих высот, параллельны сторонам исходного треугольника. Следовательно ортотреугольник треугольника Жергонна и исходный треугольник подобны.
- Выше указанные свойства подобия родственных треугольников являются следствием ниже перечисленных свойств параллельности сторон родственных треугольников.
- Теорема: окружностно-чевианный треугольник подобен подерному[2]. Здесь использованы определения:
  - Треугольник с вершинами во вторых точках пересечения прямых, проведённых через вершины и данную точку, с описанной окружностью, называют окружностно-чевианным треугольником.
  - Треугольник с вершинами в проекциях данной точки на стороны называется подерным или педальным треугольником этой точки.

### Свойства параллельности (антипараллельности) сторон родственных треугольников
- Соответственные стороны дополнительного треугольника, антидополнительного треугольника и исходного треугольника попарно параллельны.
- Стороны данного остроугольного треугольника антипараллельны соответствующим сторонам ортотреугольника, против которых они лежат.
- Стороны тангенциального треугольника антипараллельны соответствующим противоположным сторонам данного треугольника (по свойству антипараллельности касательных к окружности).
- Стороны тангенциального треугольника параллельны соответствующим сторонам ортотреугольника.
- Пусть точки касания вписанной в данный треугольник окружности соединены отрезками, тогда получится треугольник Жергонна, и в полученном треугольнике проведены высоты. В этом случае прямые, соединяющие основания этих высот, параллельны сторонам исходного треугольника. Следовательно ортотреугольник треугольника Жергонна и исходный треугольник подобны.

## Подобие впрямоугольном треугольнике
Треугольники, на которые высота, опущенная из прямого угла, делит прямоугольный треугольник, подобны всему треугольнику по первому признаку, а значит:
- Высота прямоугольного треугольника, опущенная на гипотенузу, равна среднему геометрическому проекций катетов на гипотенузу,
- Катет равен среднему геометрическому гипотенузы и проекции этого катета на гипотенузу.

## Связанные определения
- Коэффициент подобия — число k, равное отношению сходственных сторон подобных треугольников.
- Сходственные стороны подобных треугольников — стороны, лежащие напротив равных углов.